# Station Gaanderen
Station Gaanderen is een spoorwegstation in het Gelderse dorp Gaanderen aan de spoorlijn Winterswijk - Zevenaar - Arnhem. Ieder half uur stopt hier de stoptrein Arnhem – Winterswijk, gereden door Arriva Personenvervoer Nederland.
De spoorweghalte, met één perron aan de enkelsporige lijn en alleen basisvoorzieningen als abri's en OV-chipkaartlezers, werd op 10 december 2006 geopend op de plaats van het voormalige Pelgrim-terrein. Het kreeg rond de opening enige kritiek. Zo zou het ten koste gaan van de buslijn door Gaanderen. Ook werd het station overbodig geacht, omdat station Terborg maar net buiten Gaanderen ligt. De bussen door Gaanderen zijn toch blijven rijden, namelijk lijn 40 op het traject Doetinchem - Dinxperlo.

## Treinen
De volgende treinseries doen Gaanderen aan:
| Serie       | Treinsoort         | Route                                                            | Bijzonderheden |
| ----------- | ------------------ | ---------------------------------------------------------------- | --- |
| 30900 RS 32 | Stoptrein (Arriva) | Arnhem Centraal – Doetinchem – Gaanderen – Terborg – Winterswijk | Rijdt op zondag ochtend slechts 1x per uur richting Winterswijk. Vormt dan tussen Arnhem en Terborg een 30 minuten dienst met 36900. Op zondag ochtend begint de rit richting Arnhem 1x per uur in Winterswijk en 1x per uur in Terborg. Verzorgt samen met Hermes (die onder de naam brengdirect rijdt) doordeweeks tot 20:00 uur een kwartierdienst tussen Arnhem en Doetinchem. |
| 36900 RS 32 | Stoptrein (Arriva) | Arnhem Centraal – Doetinchem – Gaanderen – Terborg               | Rijdt op zondagochtend 1 keer per uur richting Terborg. Vormt dan tussen Arnhem en Terborg een 30 minuten dienst met 30900. Rijdt niet op maandag tot en met zaterdag. Rijdt niet richting Arnhem. |

## Afbeeldingen

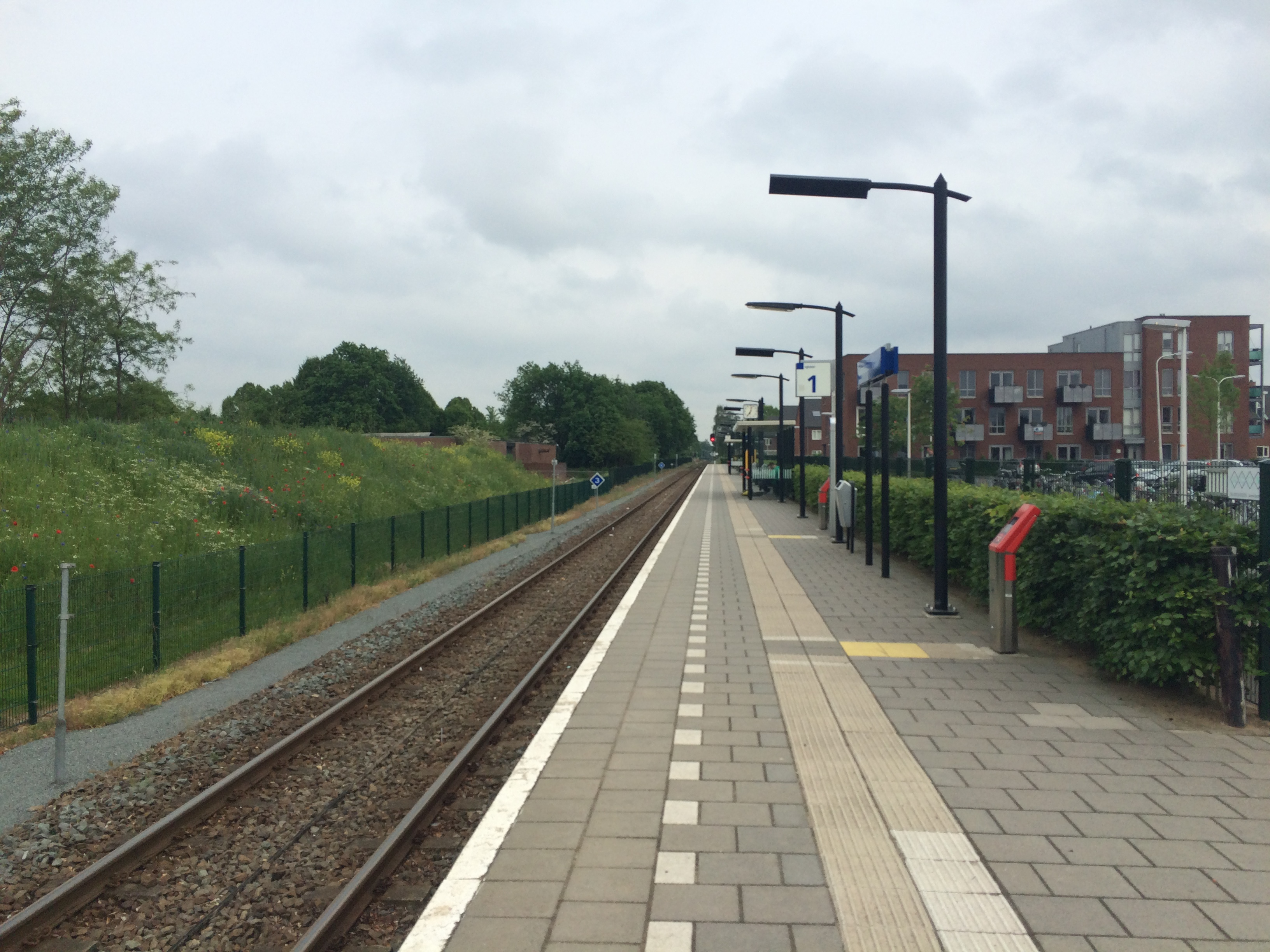
Perron van het station
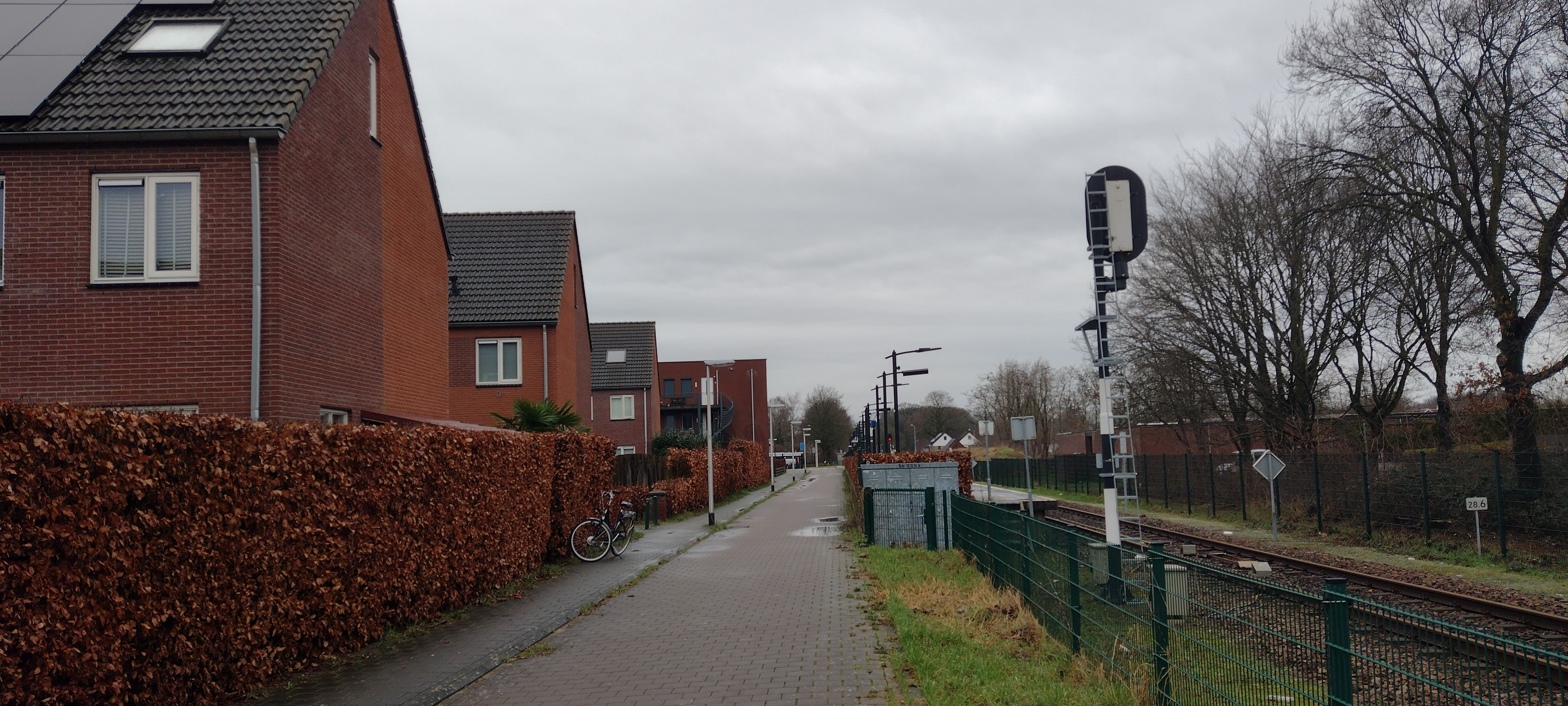
Station gezien vanaf straat
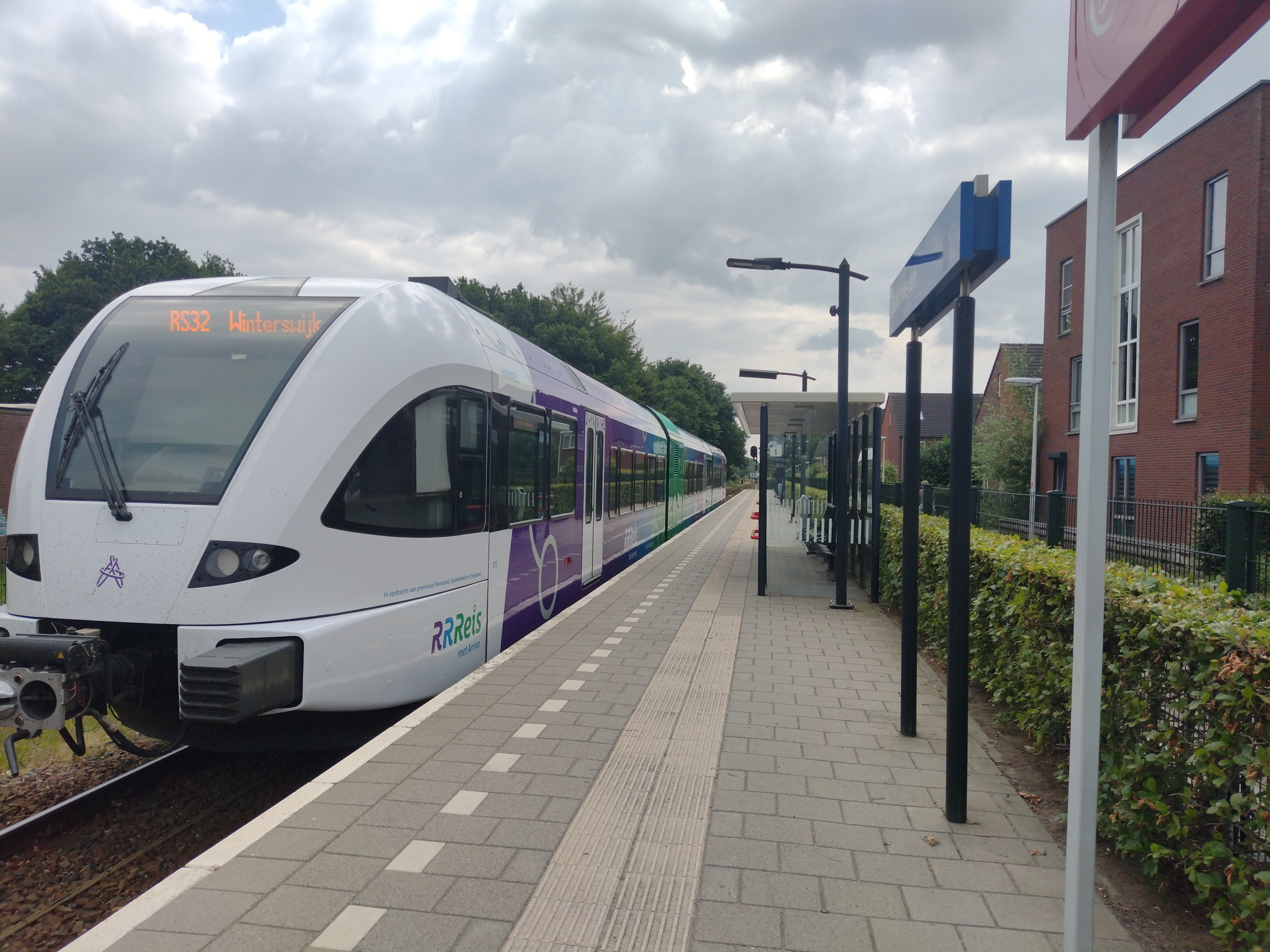
RRReis GTW op het station

Winterswijk GOLS ·
0,0: Winterswijk ·
6,5: Miste ·
8,6: Bredevoort ·
11,9: Aalten ·
16,3: Lintelo ·
20,4: Varsseveld ·
26,7: Silvolde ·
27,3: Terborg ·
28,7: Gaanderen ·
30,2: Gaanderen-Oosselt ·
Doetinchem Stadion ·
33,6: Doetinchem ·
34,3: Doetinchem West ·
36,1: Doetinchem De Huet ·
39,2: Wehl ·
41,0: Stillewald ·
45,4: Didam ·
49,0: Zevenaar GOLS ·
49,6: Zevenaar
Huidige stations:
Aalten ·
Apeldoorn · 
-De Maten · 
-Osseveld ·
Arnhem:
-Centraal · 
-Presikhaaf · 
-Velperpoort · 
-Zuid ·
Barneveld:
-Centrum · 
-Noord ·
-Zuid ·
Beesd ·
Brummen ·
Culemborg ·
Didam ·
Dieren ·
Doetinchem · 
-De Huet · 
Duiven ·
Ede:
-Centrum ·
-Wageningen ·
Elst ·
Ermelo ·
Gaanderen · 
Geldermalsen ·
't Harde ·
Harderwijk ·
Hemmen-Dodewaard ·
Kesteren ·
Klarenbeek ·
Lichtenvoorde-Groenlo ·
Lochem ·
Lunteren ·
Nijkerk ·
Nijmegen · 
-Dukenburg · 
-Goffert · 
-Heyendaal · 
-Lent ·
Nunspeet · 
Oosterbeek ·
Opheusden ·
Putten ·
Rheden ·
Ruurlo ·
Terborg ·
Tiel · 
-Passewaaij ·
Twello · 
Varsseveld · 
Veenendaal-De Klomp · 
Velp · 
Voorst-Empe · 
Vorden · 
Wehl ·
Westervoort · 
Wezep · 
Wijchen ·
Winterswijk · 
-West · 
Wolfheze · 
Zaltbommel · 
Zetten-Andelst · 
Zevenaar · 
Zutphen
Voormalige stations: lijst van voormalige spoorwegstations in Gelderland